# Alice Hoschedé
Pour les articles homonymes, voir Hoschedé.

Claude Monet, Essai de figure en plein-air : Femme à l'ombrelle tournée vers la droite (1886), Paris, musée d'Orsay. Portrait de Suzanne Hoschedé, fille d'Alice Hoschedé.

Alice Hoschedé Monet, née Angélique Émilie Alice Raingo à Paris le 19 février 1844 et morte à Giverny le 19 mai 1911, est un modèle français.
Elle devient le 16 avril 1861 l'épouse d'Ernest Hoschedé, collectionneur  et ami de Claude Monet. À la suite de la mort de son mari, elle épouse en secondes noces Claude Monet, le 16 juillet 1892, après avoir été sa maîtresse avant même la mort de sa première épouse, Camille Doncieux, qu'elle soigne à la fin de sa vie. On connaît d'elle des portraits par Carolus Duran et Claude Monet. Plusieurs des enfants qu'elle a avec Ernest Hoschedé apparaissent dans des toiles de Monet ou Édouard Manet.

## Biographie
Selon Michael Legrand, qui fait appel à des sources généalogiques, elle naît à Paris le 19 février 1844, sous le nom d'Angélique Émilie Alice Raingo, fille de Denis Lucien Alphonse Raingo et de son épouse Jeanne Coralie Boulade.
Elle a six enfants d'Ernest Hoschedé, deux fils et quatre filles. La plus notoire est Blanche Hoschedé, peinte par Claude Monet à plusieurs reprises, tout comme sa sœur Suzanne, et qui fait montre elle-même d'un talent pour la peinture.
En 1876, Ernest Hoschedé charge Monet de peindre des panneaux pour son salon au château de Rottembourg, à Montgeron, près de Paris. Ernest Hoschedé fait faillite en 1877. Au cours de l'été 1878, Alice Hoschedé et ses enfants déménagent pour aller habiter une maison à Vétheuil, avec Claude Monet et la première femme du peintre, Camille Doncieux, et les deux fils qu'ils ont eus, Jean et Michel. Même si on a dit qu'Ernest Hoschedé vient également habiter avec eux, il passe en réalité la plus grande partie de son temps à Paris.
La liaison entre Claude Monet et Alice Hoschedé commence sans doute dès 1875, ou selon d'autres sources, lors de l'été 1876. Après la mort de Camille Doncieux en 1879 (qu'Alice Hoschedé soigne pendant sa maladie, après la naissance de son second fils), Monet et Alice Hoschedé (avec l'ensemble de leurs huit enfants), continuent à vivre ensemble à Poissy tout d'abord (où ils vont habiter à partir de 1881), puis à Giverny, à partir de 1883.
Ernest Hoschedé meurt en 1891, et Alice Hoschedé épouse Monet le 16 juillet 1892.
Elle meurt d'une leucémie à Giverny, dans l'Eure, le 19 mai 1911,. Les enfants qu'elle a eus d'Ernest Hoschedé sont : Jacques, Blanche (qui épousera Jean, le fils de Claude Monet), Germaine, Suzanne, Marthe et Jean-Pierre. Il est possible que Jean-Pierre soit en réalité le fils de Monet lui-même.

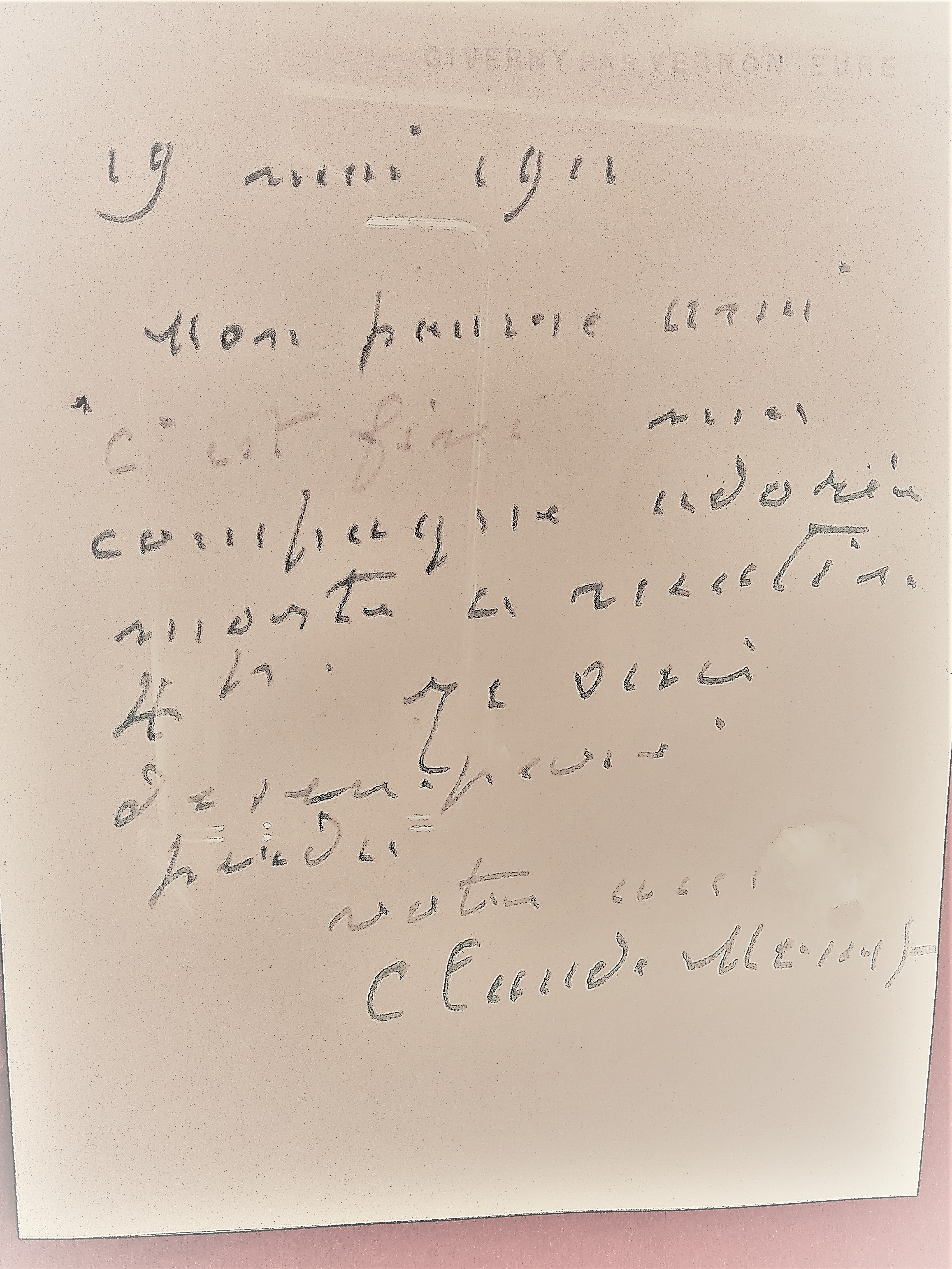
Lettre autographe de Claude Monet, 19 mai 1911, adressée à son ami Gustave Geffroy, pour lui annoncer la mort de son épouse Alice :Mon pauvre ami, c’est fini. Ma compagne adorée morte ce matin.4 h. Je suis désemparé, perdu. Votre ami. Claude Monet.. Lettre exposée à la Fondation Claude Monet à Giverny.

## Sa place auprès de Claude Monet
Très tôt, sans souci du scandale, Claude Monet l'installe auprès de lui avec tous ses enfants, alors que sa propre femme, Camille Doncieux, vit toujours, et que le mari d'Alice Hoschedé est lui aussi vivant, même si les deux époux sont séparés de facto.
Il reproduit cependant avec elle le comportement qu'il a eu avec Camille Doncieux, en s'éloignant longuement d'elle pour peindre à loisir, en lui laissant la garde de la maisonnée et des huit enfants. Il quitte ainsi Poissy de mi-février à mi-avril 1882, pour aller peindre à Dieppe, puis à Pourville, en Normandie.

Cependant, le 12 février 1883, Claude Monet écrit ainsi à Alice Hoschedé : « Pensez bien que je vous aime et qu'il me serait impossible de vivre sans vous. » Et, lorsque Ernest Hoschedé profite d'une des absences de l'artiste pour venir voir sa femme à Poissy le 19 février 1883, jour de son 39e anniversaire, Claude Monet réagit aussitôt en écrivant à Alice Hoschedé : 

« Je sens bien que je vous aime plus que vous ne le supposez, plus que je ne croyais moi-même. Vous ne pouvez savoir ce que je souffre depuis dimanche matin, dans quelle anxiété j'étais d'avoir de vos nouvelles : vous pouvez juger de mon état quand, ce matin, j'ai reçu vos quatre lignes qui m'en disent plus que quatre pages détaillées,. »

Les absences répétées de Monet compromettent cependant leur relation, qui ne sera sauvée que par le retour de l'artiste.
Sa disparition, le 19 mai 1911, affecte profondément le peintre. La nuit de sa mort, celui-ci écrit à son ami Gustave Geffroy, historien de l’art  et romancier: « Mon pauvre ami, c’est fini. Ma compagne adorée morte ce matin 4 h. Je suis désemparé, perdu. Votre ami. Claude Monet. » Cette lettre est aujourd’hui exposée dans une des pièces de  la maison de Claude Monet  à Giverny.

## Le modèle de Claude Monet et de Carolus Duran

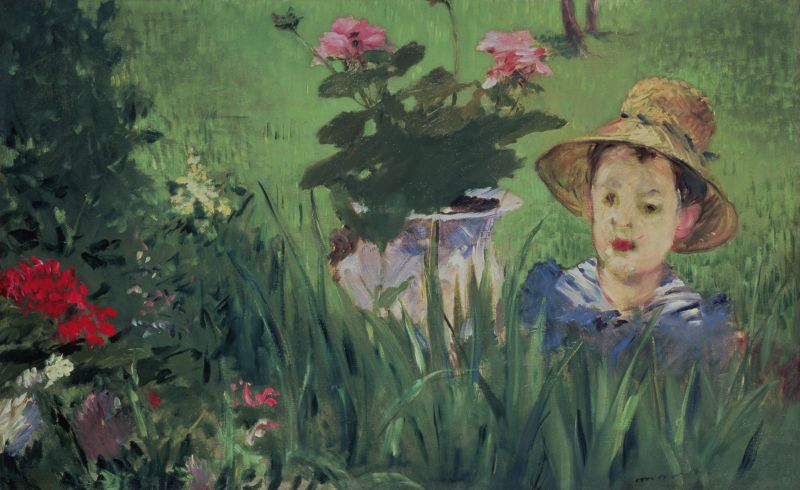
Édouard Manet, Garçon parmi les fleurs (1876), Tokyo, musée national de l'art occidental. Portrait de Jacques Hoschedé.

Alice Hoschedé pose pour son mari, Claude Monet ; on connait en particulier le tableau d'elle intitulé Alice Hoschedé au jardin. Le peintre Carolus Duran a également fait son portrait.
Outre elle-même, ses filles Blanche et Suzanne posent l'une et l'autre pour Claude Monet à plusieurs reprises. 
Quant à Jacques, le fils aîné d'Ernest et Alice Hoschedé, il existe de lui un portrait peint par Édouard Manet, alors qu'il était enfant, Garçon dans les fleurs (1876, Tokyo, musée national de l'art occidental).